# アイスロード・トラッカーズ
『アイスロード・トラッカーズ 北極圏を走れ!』（原題:Ice Road Truckers）は、アメリカ合衆国のドキュメンタリー番組。ヒストリーチャンネルで2007年から放送されている。
カナダとアメリカ合衆国の北極圏の冬において、湖面や海面の凍結を利用した臨時道路や未舗装路の表面を氷で固めた道路「アイスロード」を使って、物資の運搬を行うトラック運転手を追ったノンフィクション番組。
2008年までに2シーズンがカナダのノースウェスト準州を舞台に作られた。
2009年からはアメリカ合衆国のアラスカ州を舞台にしたシーズン3およびシーズン4が作られた。
2010年からはスピン・オフシリーズとしてヒマラヤのフリーフォール・フリーウェーを舞台に作られ、
2011年にはアンデスのデス・ロードを舞台に作られた。
- シーズン1（2007年）イエローナイフ - ダイヤモンド鉱山（湖面のアイスロード）
- シーズン2（2008年）イヌヴィック - 天然ガス田（湖面のアイスロード）
- シーズン3（2009年）フェアバンクス - プルドーベイ油田（未舗装路のアイスロード）
- シーズン4（2010年）フェアバンクス - プルドーベイ油田
- スピン・オフ～ヒマラヤの断崖絶壁を走れ!～（2011年）ヒマラヤ - フリーフォール・フリーウェイ
- スピン・オフ～アンデスの断崖絶壁を走れ!～（2012年）アンデス - デス・ロード、デッド・ナン・キャニオン